# سرمازده (فیلم)
سرمازده یک فیلم درام به کارگردانی شاروناس بارتاس است. این فیلم برای رقابت در بخش دو هفته کارگردانان هفتادمین جشنواره فیلم کن انتخاب شد. سرمازده نیز به عنوان ورودی لیتوانیایی برای بهترین فیلم خارجی زبان در نودمین دوره جوایز اسکار انتخاب شد. این فیلم با بازی ونسا پارادی و ورونیکا روساتی است. در ۲۵ مه این فیلم در جشنواره کن اکران شد. سپس دومین اکران اش در ۱۸ اوت ۲۰۱۷ در لیتوانی بوده.

## داستان فیلم
داستان این فیلم درباره مردی جوان به اسم روکس بوده که به همراه دوست دخترش اینگا یک کامیون کمک های بشردوستانه را به طرف اوکراین می رانند و در میان جنگ با خبرنگاری اشنا میشوند که ونسا پارادی این نقش را برعهده دارد...  

## تولید
این فیلم در خط مقدم شهر های مکوراخوف و مارینکا فیلم برادری شده است. برخی از صحنه ها در فاصله ۲۰۰ تا ۳۰۰ متری خط مقدم فیلم برداری شدند.

## بازیگران
- ونسا پارادی در نقش ماریان
- ورونیکا روساتی
- ارنز زنکویسیوس در نقش والنتر
- لیچا مکناویسیوته در نقش اینگا
- مانتاس یانچیاوسکاس در نقش روکس